# Salpichroa glandulosa
Salpichroa glandulosa là loài thực vật có hoa trong họ Cà. Loài này được (Hook.) Miers miêu tả khoa học đầu tiên năm 1845.